# 沼澤事務所
株式会社沼澤事務所は、大阪市に本社を置く映像制作会社。バラエティーや情報・ニュース番組などのテレビ番組を主に、SNS動画も制作する。

## 概要
2003年に個人創業して2010年12月設立。当初は讀賣テレビ放送の朝の情報番組「朝生ワイド す・またん!」を主に担当していた。徐々に取引先の放送局を増やし、現在は東映京都撮影所など映画製作会社との直接取引も行う。
2023年1月から大阪市内にグリーンバック常設型レンタルスタジオ「南森町GreenStudio」を開設

## 主な制作協力実績

### 讀賣テレビ放送
- 朝生ワイド す・またん!
- かんさい情報ネットten.
- ウェークアップ!
- あさパラS
- 土曜はダメよ!
- カミオト -上方音祭-
- もんくもん
- そこまで言って委員会NP
- 鎮まれ!もったいないオバケちゃん
- つづきはテレビでTV

### 朝日放送テレビ
- newsおかえり
- おはよう朝日です
- キャスト
- パネルクイズ アタック25

### 毎日放送
- よんチャンTV
- サタデープラス
- 関西ジャニ博
- ミント!
- 痛快!明石家電視台

### 関西テレビ放送
- 旬感LIVE とれたてっ!
- 2時45分からはスローでイージーなルーティーンで
- やすとも・友近のキメツケ!※あくまで個人の感想です
- ごきげんライフスタイル よ〜いドン!
- ちまたのジョーシキちゃん
- TKO木本のイチ推しカンパニー
- 胸いっぱいサミット!

### 日本放送協会
- 列島ニュース (総合テレビ)
- ニュース きん5時
- 京コトはじめ
- ごごナマ

### CBCテレビ
- ゴゴスマ -GO GO!Smile!-

### テレビ大阪
- 大阪人の新常識 OSAKA LOVER
- やさしいニュース

### eo光テレビ
- たむらけんじのぶっちゃ〜けBar

### 映画
- BAD LANDS バッド・ランズ